# فيرنر شولتس
فيرنر شولتس (بالألمانية: Werner Schulz)‏ (و. 1950  م) هو سياسي، ومهندس من ألمانيا، وألمانيا الشرقية، ولد في تسفيكاو، هو عضوٌ في حركة المنتدى الجديد (منذ 1989)، وتحالف '90 / الخضر، شارك في الانتخابات الرئاسية الألمانية 2004، والانتخابات الرئاسية الألمانية 1999 ‏.

## مناصب
تولى منصب عضو في البرلمان الأوروبي (14 يوليو 2009–30 يونيو 2014)
- عضو في البوندستاغ الألماني (3 أكتوبر 1990–2005)[7]
- عضو في مجلس الشعب ‏ (1 مارس 1990–3 أكتوبر 1990)
- ضابط أساسي [الإنجليزية]‏، تحالف '90 / الخضر (1990–1998).

## التعليم
تعلم في جامعة هومبولت في برلين، في تخصص تكنولوجيا الغذاء (1968–1972).

## جوائز
حصل على جوائز منها:
- صليب وسام الاستحقاق من جمهورية ألمانيا الاتحادية (2009)
- نيشان استحقاق صليب الضباط لجمهورية ألمانيا الاتحادية.

## روابط خارجية
- فيرنر شولتس على موقع مونزينجر (الألمانية)